# Renault Mascott
Le Renault Mascott est un utilitaire lourd et un petit camion moyenne distance fabriqué par le constructeur Renault V.I. (qui deviendra Renault Trucks en 2002). Produit de 1999 à 2010 en remplacement de la Gamme B, Il est aussi connu sous le nom de Master Propulsion en France, et de Master Pro, aux Pays-Bas.
Le Mascott est fabriqué à l'usine SOVAB de Batilly, qui fabrique également le Master.
Le Mascott, bien que semblable de prime abord au Master, est un véhicule à part. C’est un  camion petit porteur dans la gamme des 3,5 à 6,5 tonnes à châssis séparé, deux essieux rigides avec roues arrière jumelées. Du Master, il ne reprend en fait que la cabine étudiée avec Iveco pour le Daily 2 et qui lui emprunte les portières,.
En 2010, il est remplacé par le Master III.

## Historique
- 1999 : lancement de la production du Mascott phase I dans l'usine SOVAB de Batilly, qui fabrique également le Master,
- Mai 1999 : lancement des ventes du Mascott phase I[8],
- Été 2004 : arrêt de la phase I et lancement de la phase II,
- 2010 : arrêt définitif de la production.

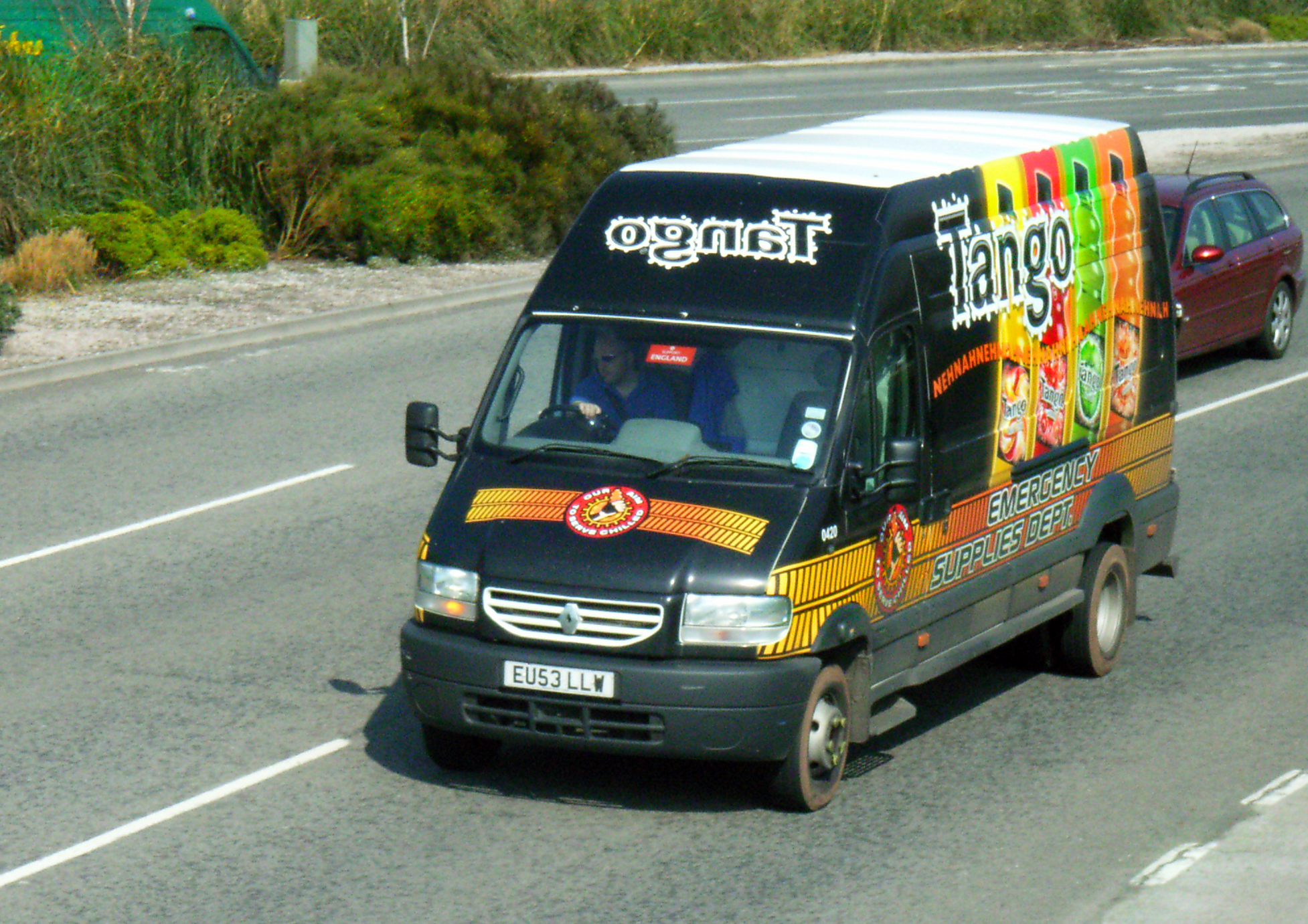
Carrosserie fourgon du Mascott phase I.

### Résumé du Mascott
Dès son lancement, le Mascott a connu plusieurs applications par les carrossiers spécialisés. Équipé d'abord du fameux moteur diesel Sofim 8140 développant 130 et 150 ch, accouplée à une boîte manuelle 5 puis 6 vitesses.
Le Mascott est disponible en châssis auvent (trois empattements), en châssis cabine simple (quatre empattements : 3.130, 3.630, 4.130 et 4.630 mm) en double cabine (trois empattements) et en fourgon (deux empattements). Il existe deux versions du fourgon en 3,5 tonnes : le 12 m3 et le grand volume de 20 à 22 m3. La version châssis-cabine est proposée en « benne castor » ou benne BTP. Contrairement au Master, le Mascott dispose d'un vrai châssis séparé pré-percé, comme les camions, pour recevoir facilement les adaptations.
Le Mascott est équipé en série de 4 freins à disque ventilés avec ABS. En option, il peut recevoir un système de régulation de trajectoire et un antipatinage. 
| Générations                               | Production          | Dérivés de chez Renault | Modèles similaires |
| ----------------------------------------- | ------------------- | ----------------------- | ------------------ |
| Mascott / Master Propulsion (1999 - 2010) | 119 068 exemplaires | Master II               | Iveco Eurocargo    |

## Les différentes versions

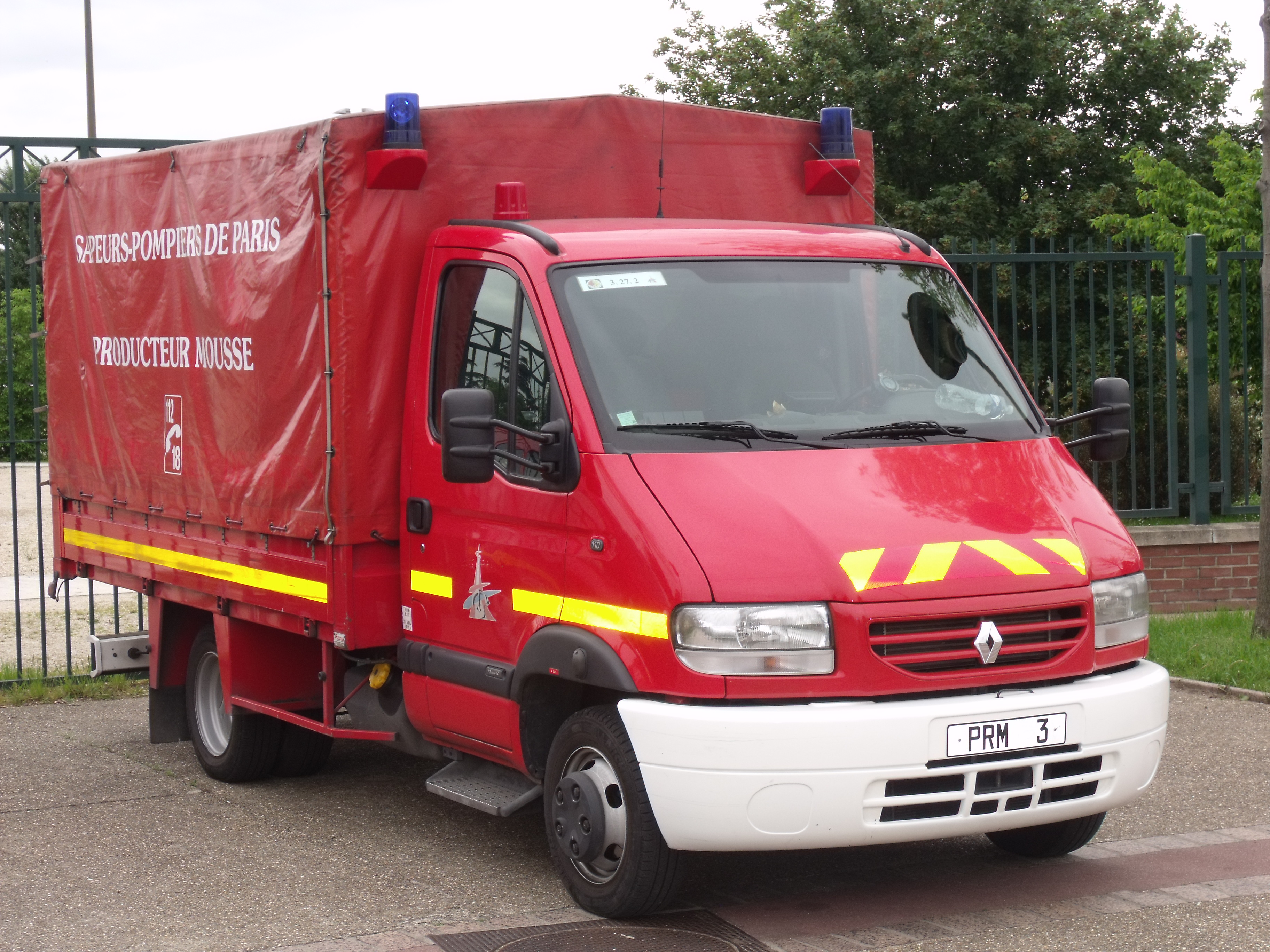
Renault Mascott Phase I utilisé par la brigade de sapeurs-pompiers de Paris comme producteur de mousse

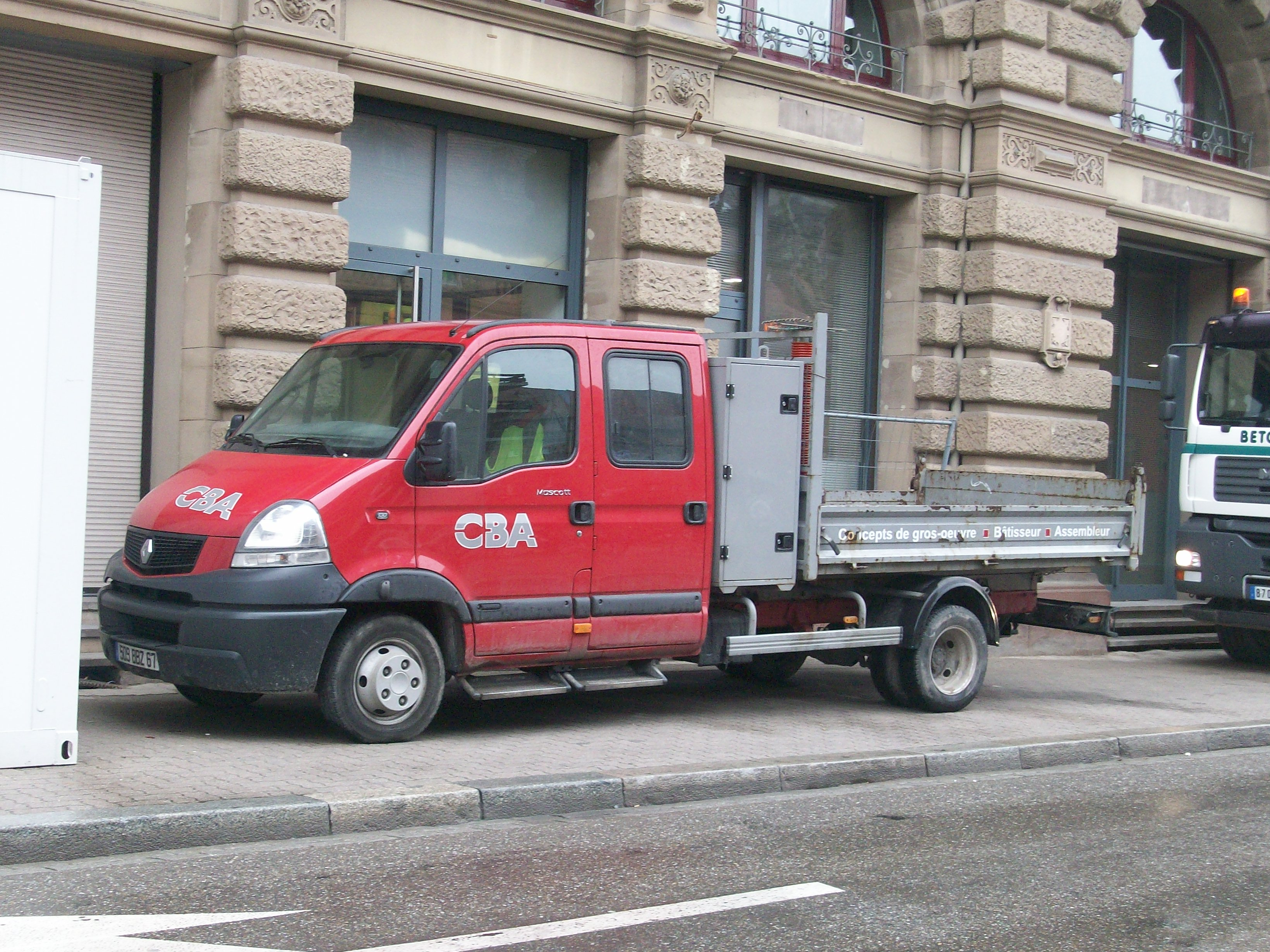
Mascott Phase II - benne avec double cabine.

### Modèles de base
2.8 D ; 2.8 dCi ; 3.0 dXi
- Voir : Motorisations.

### Les différentes carrosseries
- Porteur : simple ou double cabine.
  - Fourgon : tôle ou vitré ; vide (pour matériels) ou minibus.
  - Châssis-cabine : frigorifique, bétaillère, camping-car, benne, ...
- Tracteur routier : simple ou double cabine ; principalement pour des moyennes distances.

## Caractéristiques

### Dimensions

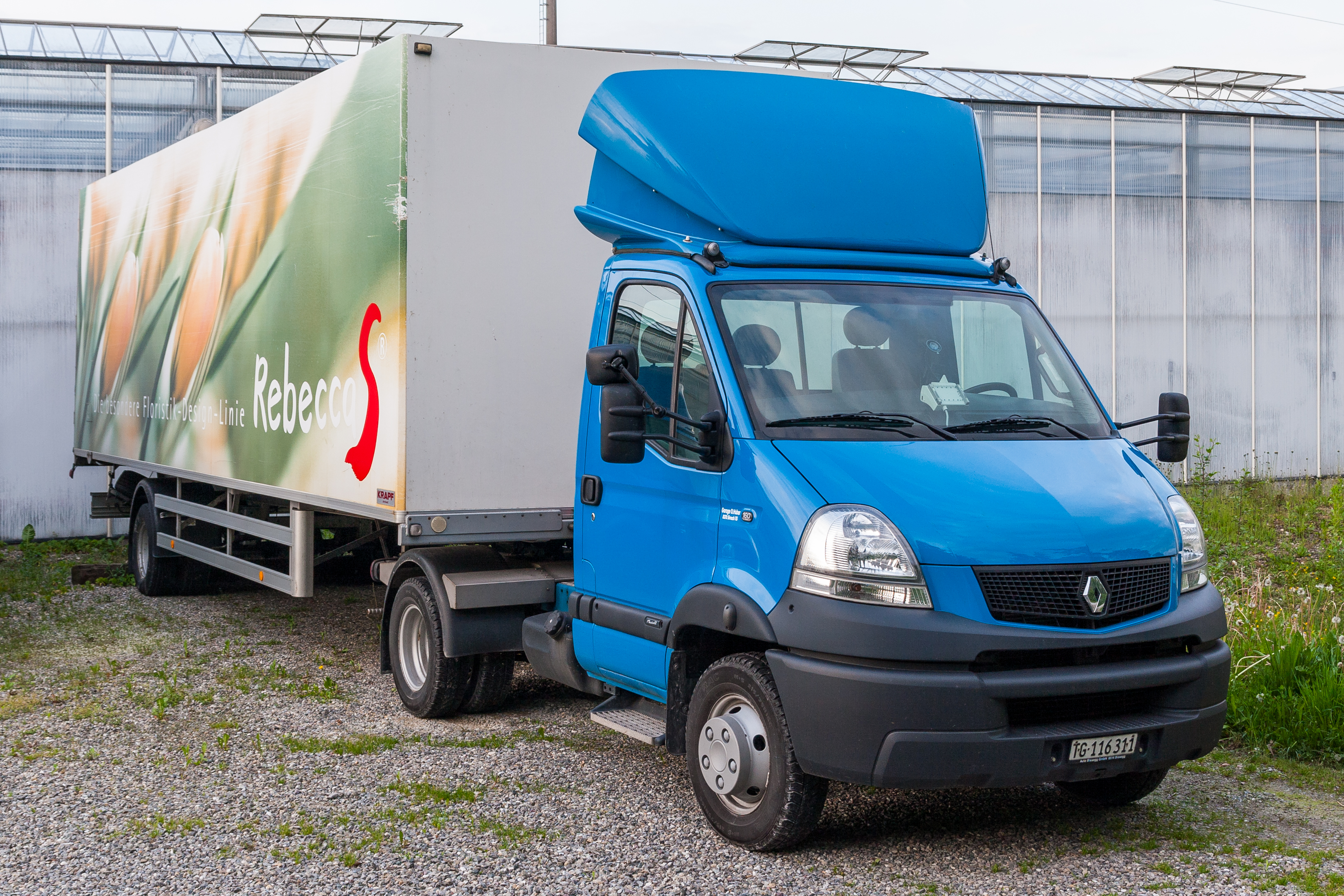
Renault Mascott 160 DXi semi-remorque en Suisse

|                             | Renault Mascott - Porteur | Renault Mascott - Tracteur routier |
| --------------------------- | ------------------------- | ---------------------------------- |
| Longueur                    | 6 124 mm                  |                                    |
| Largeur (sans rétroviseurs) | 2 043 mm                  | 2 043 mm                           |
| Hauteur                     | 2 750 mm                  |                                    |
| Empattement                 |                           |                                    |
| Porte-à-faux                |                           |                                    |
| Rayon de braquage           |                           |                                    |
| Angle d’attaque / Fuite     |                           |                                    |
| Masse à vide                |                           |                                    |
| P.T.A.C.                    | 3 500 kg                  | de 5 000 à 7 000 kg                |
| Capacité de stockage        | de 892 à 1 545 kg         | de 2 912 à 4 441 kg                |
| Réservoir à combustible     |                           |                                    |

### Motorisations
Le Mascott a eu plusieurs motorisations différentes de quatre cylindres. Plus aucun ne sont disponibles car plus commercialisés.
- le Sofim-Iveco 8140 quatre cylindres en ligne à injection directe Common Rail de 2,8 litres avec turbocompresseur développant 85 ch. Disponible sur le 2,8 D.
- le Sofim-Iveco 8140 quatre cylindres en ligne à injection directe Common Rail de 2,8 litres avec turbocompresseur développant 106 à 146 ch. Disponible sur les 2,8 dCi.
- le Nissan 3.0 L quatre cylindres en ligne à injection directe Common Rail de 3,0 litres avec turbocompresseur développant 115 à 156 ch. Disponible sur les 3,0 dXi.

| Modèle                                   | Construction | Moteur + Nom                              | Norme Euro | Cylindrée         | Performance                    | Couple                 | Vitesse maxi | Consommation + CO2    |
| Renault Mascott 2,8 D (boite manuelle)   | 1999 - 2002  | 4 cylindres en ligne Sofim-Iveco 8140.63  |            | 2 799 cm3 (2,8 L) | 63 kW (85 ch) à 3 800 tr/min   | 180 N m à 2 000 tr/min | 104 km/h     | ... l/100 km ... g/km |
| Renault Mascott 2,8 dCi (boite manuelle) | 1999 - 2004  | 4 cylindres en ligne Sofim-Iveco 8140.43C |            | 2 799 cm3 (2,8 L) | 78 kW (106 ch) à 3 600 tr/min  | 250 N m à 1 800 tr/min | 119 km/h     |                       |
| Renault Mascott 2,8 dCi (boite manuelle) | 1999 - 2004  | 4 cylindres en ligne Sofim-Iveco 8140.43S |            | 2 799 cm3 (2,8 L) | 92 kW (125 ch) à 3 600 tr/min  | 290 N m à 1 800 tr/min | 127 km/h     |                       |
| Renault Mascott 2,8 dCi (boite manuelle) | 1999 - 2004  | 4 cylindres en ligne Sofim-Iveco 8140.43K |            | 2 799 cm3 (2,8 L) | 107 kW (146 ch) à 3 600 tr/min | 320 N m à 1 500 tr/min |              |                       |
| Renault Mascott 3,0 dXi (boite manuelle) | 2004 - 2007  | 4 cylindres en ligne Nissan ZD3A600       |            | 2 953 cm3 (3,0 L) | 85 kW (115 ch) à 3 600 tr/min  | 270 N m à 1 300 tr/min | 115 km/h     |                       |
| Renault Mascott 3,0 dXi (boite manuelle) | 2004 - 2010  | 4 cylindres en ligne Nissan ZD3A606       |            | 2 953 cm3 (3,0 L) | 95 kW (129 ch) à 3 600 tr/min  | 300 N m à 1 800 tr/min | 127 km/h     |                       |
| Renault Mascott 3,0 dXi (boite manuelle) | 2004 - 2010  | 4 cylindres en ligne Nissan ZD3A608       |            | 2 953 cm3 (3,0 L) | 110 kW (150 ch) à 3 600 tr/min | 350 Nm à 1 600 tr/min  | 127 km/h     |                       |
| Renault Mascott 3,0 dXi (boite manuelle) | 2004 - 2007  | 4 cylindres en ligne Nissan ZD3A604       |            | 2 953 cm3 (3,0 L) | 115 kW (156 ch) à 3 600 tr/min | 350 N m à 1 500 tr/min | 127 km/h     |                       |

### Finitions

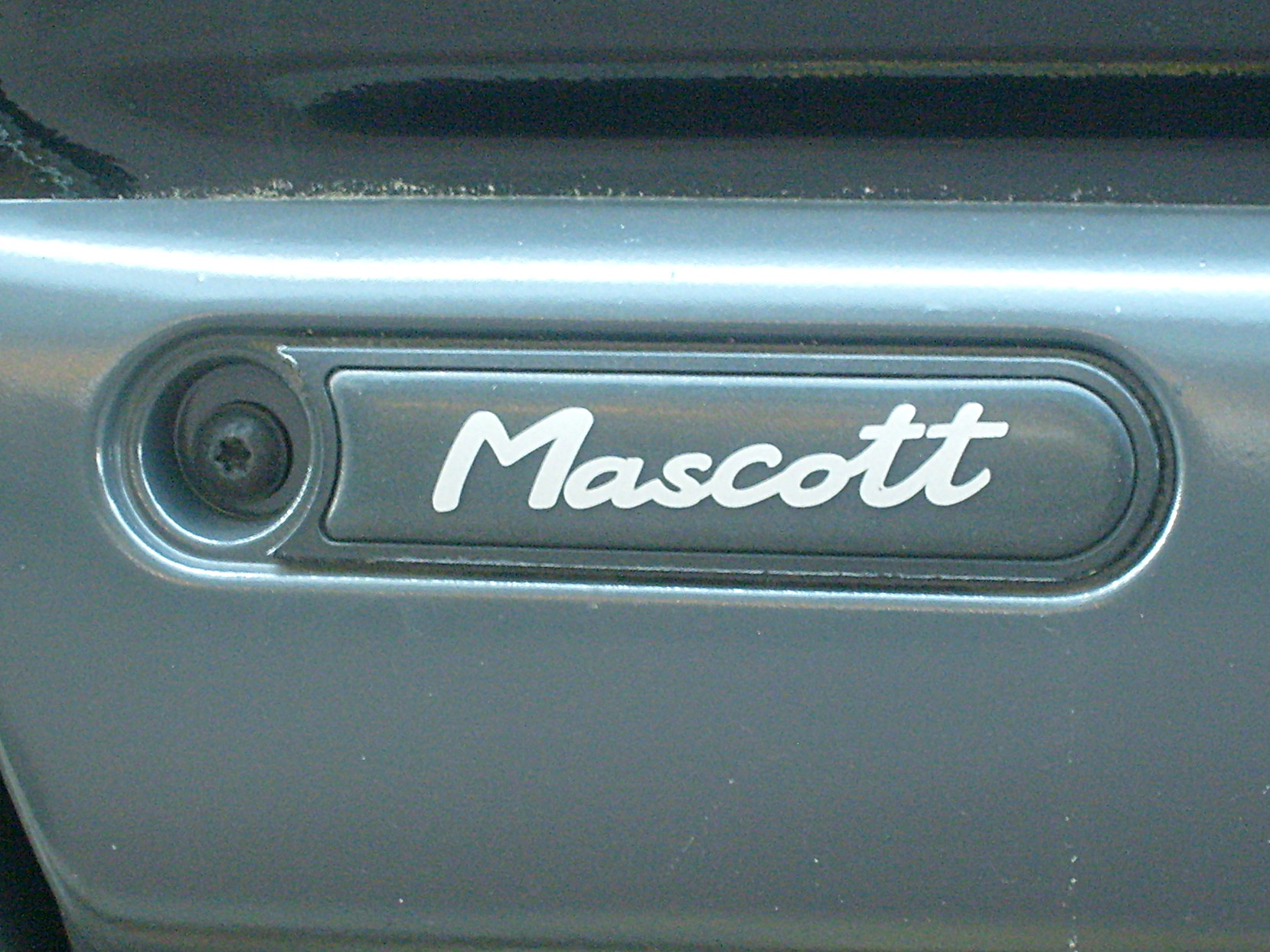

### Options et accessoires

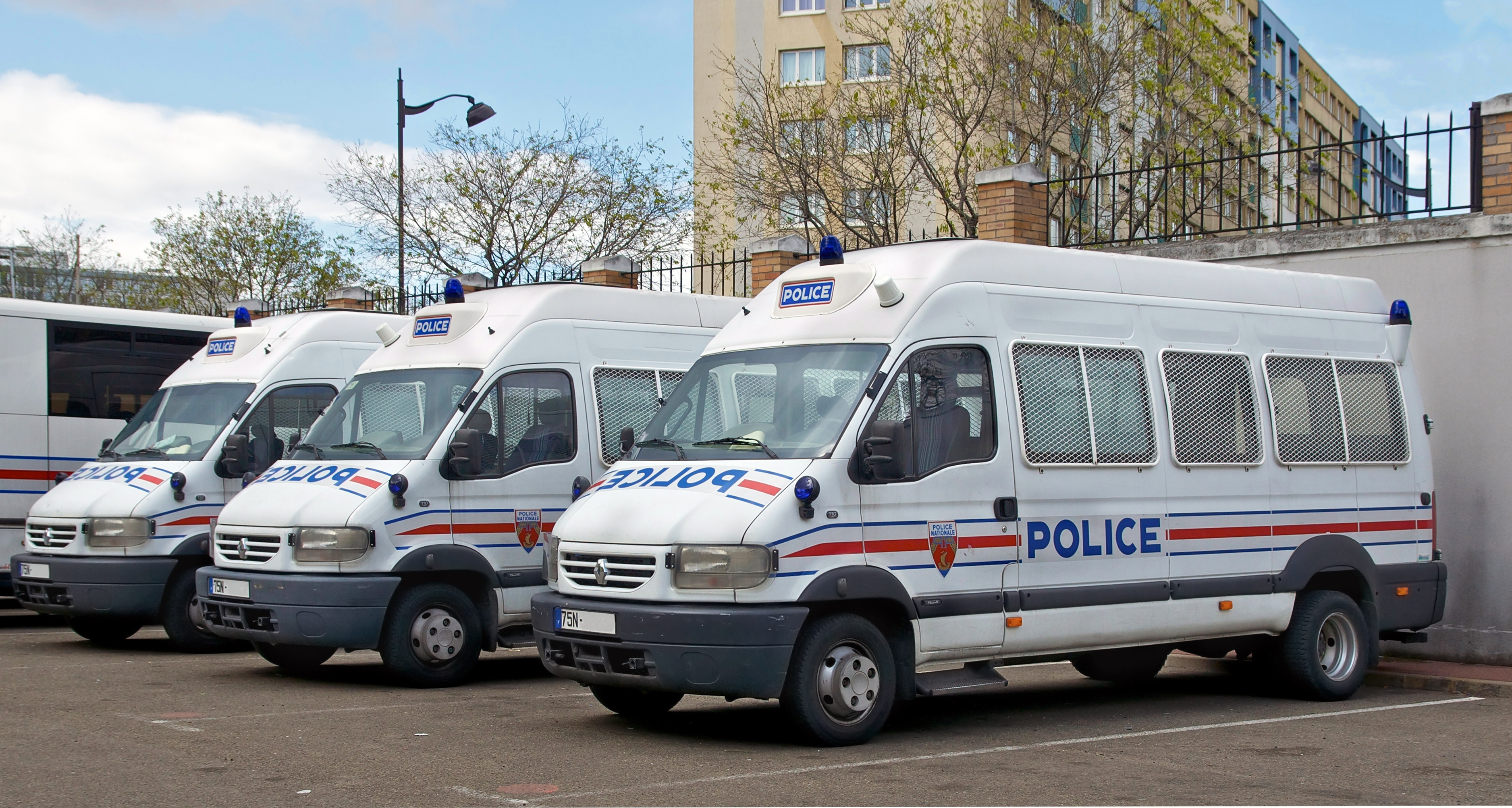
Renault Mascott de la police de Paris.

## Diffusion
Le Renault Mascott a rarement été commercialisé sur un marché autre que le marché français, pénalisé par une charge utile inférieure à celle de ses concurrents étrangers.